# Lovene
Lovene är en småort i Lidköpings kommun. Samhället ligger i Kållands-Åsaka socken en knapp mil sydväst om Lidköping. Lovene är station på Kinnekullebanan.